# Antyhormony
Antyhormony – związki chemiczne hamujące działanie hormonów lub uniemożliwiające ich syntezę. Najczęstszym mechanizmem ich działania jest blokada receptorów docelowych dla danego hormonu, co skutkuje jego pozornym niedoborem. Są wykorzystywane do leczenia nadczynności gruczołów. Stosowanie ich u osób zdrowych może natomiast powodować niedoczynności.
Przykładowymi antyhormonami są:
- tioamidy (metylotiouracyl, tiamazol) – inhibitory syntezy hormonów tarczycy;
- dioben – konkuruje o receptory z tyroksyną;
- amfenon B – inhibitor syntezy aldosteronu;
- spironolakton – konkuruje o receptory z aldosteronem.